# Фридрих фон Шварценберг
Фридрих фон Шварценберг (на немски: Friedrich 'the Unfortunate', Freiherr zu Schwarzenberg; * 19 септември 1498; † 12 септември 1561) е фрайхер на Шварценберг-Хоенландсберг.

## Живот
Той е вторият син на Йохан фон Шварценберг, господар на Васендорф (1463 – 1528), и съпругата му Кунигунда фон Ринек (1469 – 1502), дъщеря на граф Филип II фон Ринек († 1497) и Анна фон Вертхайм-Бройберг († 1497). По-големият му брат Кристоф I фон Шварценберг (1488 – 1538) е господар на Вайерн, Траублинг и Егенхофен. Внук е на Зигмунд фон Шварценберг († 1502), господар на Хоенландсберг, и Ева фон Ербах († 1489). Баща му е приятел на Мартин Лутер.

## Фамилия
Първи брак: през 1523 г. с графиня Ванделбурга фон Хелфенщайн (* 1509; † 1528), дъщеря на граф Георг I фон Хелфенщайн († 1517) и Елизабет фон Лимпург-Шпекфелд († 1538). Те имат един син:
- Йохан III фон Шварценберг (* 1525; † 28 ноември 1588), граф на Шварценберг, женен на 25 февруари 1560 г. в Хайделберг за Мария Якоба фон Йотинген-Йотинген (* 1525; † 13 декември 1575), дъщеря на Лудвиг XV фон Йотинген-Йотинген (1486 – 1557) и графиня Мария Салома фон Хоенцолерн (1488 – 1548)

Втори брак: на 8 септември 1529 г. с графиня Мария фон Вертхайм († 1536), дъщеря на граф Георг II фон Вертхайм (1487 – 1530) и първата му съпруга графиня Маргарета фон Монфор († 1561). Те имат две деца:
- Паул фон Шварценберг (* 1530; † 1572)
- Валбурга фон Шварценберг и Хоенландсберг (* 20 юли 1531 – ?)

Трети брак: на 15 март/8 април 1537 г. с Анна фон Йотинген-Йотинген († 19 април 1549), дъщеря на Лудвиг XV фон Йотинген-Йотинген (1486 – 1557) и графиня Мария Салома фон Хоенцолерн (1488 – 1548). Те имат децата:
- Албрехт фон Шварценберг (* 29 януари 1539; † 30 ноември 1563)
- Фридрих II фон Шварценберг (* 28 април 1540; † 19 януари 1570), граф на Шварценберг-Хоенландсберг, женен на 1 март 1568 г. в Гера за Сабина фон Ройс-Плауен (* 1532; † 14 юни 1619), дъщеря на Хайнрих XIV Ройс цу Грайц-Кранихфелд († 1572) и Барбара фон Меч (1507 – 1580)
- Ванделбре фон Шварценберг и Хоенландсберг (* 29 декември 1541; † март 1542)
- Мария Салома фон Шварценберг и Хоенландсберг (* 16 февруари 1543; † 16 май 1546)
- Маргарета фон Шварценберг и Хоенландсберг (* 20 януари 1544; † 12 юни 1546)
- Хелфанд Фридрих фон Шварценберг и Хоенландсберг (* 16 май 1545; † 17 май 1545)